# YORP效應
Yarkovsky–O'Keefe–Radzievskii–Paddack effect或縮寫為YORP效應，是亞爾科夫斯基效應的二階變化，它能夠改變天體的自轉速率 (像是小行星)。這個項目是大衛·魯賓侃博士在2000年新創的。
在19世紀，伊凡·亞爾科夫斯基意識到天體受到太陽加熱之後會以紅外線的形式帶走動量和熱。轉換成現代物理學的說法，每個光子逃逸時會帶走一些動量p = E/c，此處E (=hν) 是它的能量，c是光速。Radzievskii應用基於自轉速率受到反照率影響的想法，以及Paddack和O'Keefe意識到形狀對自轉速率改變的效果更大。Paddack和Rhee建議YORP效應可能會造成非對稱的太陽系小天體旋轉的突然變化和消除。

## 觀測
在2007年，有幾顆小行星的YORP效應被直接觀測到：2000 PH5 (稍後它被名名為(54509) YORP和(1862) 阿波羅。小行星(54509) YORP的自轉速率在60萬年中加快了一倍，同時YORP效應還影響到軸向傾角的感變和進動速率，所以整個的YORP現象可以造成有趣的小行星自發性共振，和有助於解釋雙小行星的存在。
觀測顯示直徑大於125公里的小行星，其自轉遵循麥克斯韋頻率分佈旋轉率，而較小的小行星 (直徑在50-125公里大小) 顯示有過度快速的旋轉。最小的小行星 (大小在50公里以下的) 明顯的出現過剩的非常快速旋轉和慢速的轉動，而在測量過的的小行星越小的這種現象越明顯。這種結果表明有一種或多種與大小有關的機制在消除極端支持的自旋中心分布。YORP效應是主要的候選者。對於改變較大小行星本身自轉速率的影響較不顯著，因此必須為不同的天體，像是(253) Mathilde尋求不同的解釋。

## 例子
假設一顆自轉的球型小行星在赤道上有兩個楔形物。從給定的表面元素上任何地點離開的光子，它的作用力總是垂直於該曲面，所以沒有力矩的產生。但因為楔形的表面不平行於球的表面，來自楔形的能量再輻射，依然可以產生力矩。一個具有"風車"不對稱的物體可以在微不足道的力矩下產生向上或向下的自旋，并對自轉軸產生旋進。
如果一個轉動的橢球體在表面沒有任何不規則的溫度或反照率，YORP效應對它不會產生任何作用。
一段長时间后，物體將改變傾角和轉動速率，可能是隨機漂移、渾沌或規則的，這取決於好幾個因素。以小行星(951) Gaspra为例，假設太陽仍位于它的赤道面上，直徑大約6公里和半長軸2.21AU，自轉週期將在2億4000萬年中從12小時成為6小時。如果(243) Ida有著和(951) Gaspra相同的半徑和軌道值，它的旋轉也將向下或向上加速兩倍；而有著Phobos形狀的天體，將花費數十億年改變相同程度的自轉變化。
大小和形狀會影響這種效應的量。越小的天體加速或減速的效果越快。如果(951) Gaspra縮小成十分之一 (变成半徑500米)，只要數百萬年它的自轉速率就可以減半或加倍。同樣的，YORP效應也會因為天體靠近太陽而加劇。在1AU距离上，(951) Gaspra只要10萬年轉速就可以加倍或減半。在一百萬年後，它的週期將縮減至大約2小時，在這種情況下它將會開始分裂。
這可能是雙小行星形成的一種機制，並且可能比碰撞和與過度接近行星遭遇潮汐破壞，還更為主要的成為雙小行星的手段。
小行星2000 PH5稍後被命名為(54509) YORP以紀念它確認了這種現象的一部分。

## 延伸讀物
- Statler, Thomas S. . arXiv. 2009-03-05  [2011-01-17]. （原始内容存档于2020-05-13）.

## 註解和參考資料
1. ↑  Radzievskii (1954)
2. ↑  S. J. Paddack, J. W. Rhee, Geophys. Res. Lett 2, 365 (1975)
3. ↑  S. C. Lowry et al., Science 316 272 (2007) doi:10.1126/science.1139040
4. ↑  P. A. Taylor et al., Science 316 274 (2007) doi:10.1126/science.1139038
5. ↑  M. Kaasalainen et al., Nature 446, 420 (2007) doi:10.1038/nature05614
6. ↑  D. P. Rubincam and S. J. Paddack, Science 316 211 (2007) doi:10.1126/science.1141930

- O'Keefe, John A. . Elsevier. 1976.
- Paddack, Stephen J., Rotational bursting of small celestial bodies: Effects of radiation pressure, J. Geophys. Res., 74, 4379–4381 (1969)
- Radzievskii, V. V. . Doklady Akademii Nauk SSSR. 1954, 97: 49–52.
- Rubincam, David P., Radiative spin-up and spin-down of small asteroids, Icarus, 148, 2–11 (2000)

## 外部連結
- Klotz, Irene. . Discovery Communications, LLC. 2007-03-07  [2011-01-17]. （原始内容存档于2008-04-26）.
- Asteroid rotation discovery reported[]